# Nicolas Gillet
Nicolas Gillet (ur. 11 sierpnia 1976 w Brétigny-sur-Orge) – francuski piłkarz występujący na pozycji obrońcy. Obecnie jest zawodnikiem Angers.

## Kariera klubowa
Gillet profesjonalną karierę rozpoczynał w pierwszoligowym FC Nantes. Debiut w Ligue 1 zaliczył 13 lutego 1998 w wygranym przez jego zespół 1-0 pojedynku z Paris Saint-Germain. W debiutanckim sezonie 1997/1998 rozegrał w lidze trzy spotkania. W następnej edycji rozgrywek ligowych zagrał 17 razy. Zdobył także pierwszą bramkę w ligowej karierze. Było w spotkaniu z RC Lens wygranym przez Nantes 4-2. Na koniec sezonu 1998/1999 wywalczył z klubem Puchar Francji oraz Superpuchar Francji. Rok później jego zespołowi udało się obronić Puchar Francji. W jego finale pokonali czwartoligowy Calais RUFC 2-1. W 2001 roku Gillet sięgnął z Nantes po mistrzostwo Francji, a także Superpuchar tego kraju. W sezonie 2001/2002 jego klub grał w Lidze Mistrzów. Te rozgrywki zakończył jednak na fazie grupowej drugiej rundy. Łącznie w barwach Nantes Gillet spędził siedem lat. W tym czasie wystąpił tam w 149 ligowych pojedynkach i zdobył w nich 11 bramek.
W 2004 roku przeszedł do innego pierwszoligowca - RC Lens. Pierwsze ligowe spotkanie w tym klubie zanotował 7 sierpnia 2004 w bezbramkowo zremisowanym meczu z Tuluzą. W debiutanckim sezonie gry dla Lens rozegrał tam 33 mecze i strzelił jednego gola. W następnym sezonie stracił miejsce w składzie i stał się rezerwowym graczem ekipy ze Stade Félix-Bollaert. Tę funkcję pełnił przez dwa sezony. W ciągu trzech lat gry dla Lens, dwukrotnie zwyciężył z nią w rozgrywkach Pucharu Intertoto. W sumie zagrał tam 57 razy i strzelił 2 gole.
W 2007 roku Gillet podpisał kontrakt z drugoligowym Le Havre AC. W Ligue 2 zadebiutował 27 lipca 2007 w wygranym przez jego zespół 2-0 pojedynku z SC Bastią. W tym spotkaniu strzelił także gola. Na koniec sezonu 2007/2008 zajął z Le Havre pierwsze miejsce w lidze i awansował z nim do ekstraklasy, skąd spadł do Ligue 2 już po roku.
Latem 2010 roku Gillet odszedł do zespołu Angers.
| Sezon   | Klub        | Kraj    | Rozgrywki | Mecze | Bramki |
| ------- | ----------- | ------- | --------- | ----- | ------ |
| 1997/98 | FC Nantes   | Francja | Ligue 1   | 3     | 0      |
| 1998/99 | FC Nantes   | Francja | Ligue 1   | 17    | 1      |
| 1999/00 | FC Nantes   | Francja | Ligue 1   | 25    | 1      |
| 2000/01 | FC Nantes   | Francja | Ligue 1   | 27    | 1      |
| 2001/02 | FC Nantes   | Francja | Ligue 1   | 25    | 0      |
| 2002/03 | FC Nantes   | Francja | Ligue 1   | 33    | 6      |
| 2003/04 | FC Nantes   | Francja | Ligue 1   | 19    | 2      |
| 2004/05 | RC Lens     | Francja | Ligue 1   | 33    | 1      |
| 2005/06 | RC Lens     | Francja | Ligue 1   | 16    | 1      |
| 2006/07 | RC Lens     | Francja | Ligue 1   | 8     | 0      |
| 2007/08 | Le Havre AC | Francja | Ligue 2   | 31    | 4      |
| 2008/09 | Le Havre AC | Francja | Ligue 1   | 20    | 0      |
| 2009/10 | Le Havre AC | Francja | Ligue 2   | 34    | 2      |
| 2010/11 | Angers      | Francja | Ligue 2   |       |        |

## Kariera reprezentacyjna
Gillet dotychczas raz wystąpił w reprezentacji Francji. Jedyne spotkanie w drużynie narodowej rozegrał w 2001 roku w meczu Pucharu Konfederacji przeciwko Australii.